# Gronops inaequalis
Gronops inaequalis är en skalbaggsart som beskrevs av Karl Henrik Boheman 1842. Gronops inaequalis ingår i släktet Gronops, och familjen vivlar. Arten är reproducerande i Sverige.